# Tolmin
Tolmin (em alemão:  Tolmein; em italiano:  Tolmino) é um município da Eslovênia. A sede do município fica na localidade de mesmo nome.